# Adysângela Moniz
Adysângela Moniz (Ilha de Santiago, 9 de maio de 1987) é uma judoca de Cabo Verde.
Obteve por méritos o direito a participar dos Jogos Olímpicos de Londres 2012, na qual foi a porta-bandeira da delegação de seu país.
Competiu na categoria +78kg sendo derrotada na estréia para a cubana Idalys Ortiz.